# Station Baume-les-Dames
Station Baume-les-Dames is een spoorwegstation in de Franse gemeente Baume-les-Dames aan de lijn Dole - Belfort.